# Jaguar Mark X
Jaguar Mark X – luksusowy samochód osobowy produkowany przez brytyjską firmę Jaguar Cars w latach 1961–1970. Dostępny jako 4-drzwiowy sedan. Następca modelu Mark IX. Do napędu używano silników R6. Moc przenoszona była na oś tylną poprzez 4-biegową manualną skrzynię biegów. W październiku 1966 roku nazwę modelu zmieniono na 420G. Samochód został zastąpiony przez model XJ6.

## Dane techniczne (Mark X)

### Silnik
- R6 4,2 l (4235 cm³), 2 zawory na cylinder, DOHC
- Układ zasilania: trzy gaźniki
- Średnica cylindra × skok tłoka: 92,07 mm × 106,00 mm
- Stopień sprężania: 9,0:1
- Moc maksymalna: 269 KM (198 kW) przy 5400 obr./min
- Maksymalny moment obrotowy: 384 N•m przy 4000 obr./min

### Osiągi
- Przyspieszenie 0–80 km/h: 7,9 s
- Przyspieszenie 0–100 km/h: 10,4 s
- Przyspieszenie 0–160 km/h: 29,5 s
- Czas przejazdu pierwszych 400 m: 17,4 s
- Prędkość maksymalna: 198 km/h

## Dane techniczne (420G)

### Silnik
- R6 4,2 l (4235 cm³), 2 zawory na cylinder, DOHC
- Układ zasilania: trzy gaźniki
- Średnica cylindra × skok tłoka: 92,07 mm × 106,00 mm
- Stopień sprężania: 8,0:1
- Moc maksymalna: 259 KM (190 kW) przy 5400 obr./min
- Maksymalny moment obrotowy: 373 N•m przy 4000 obr./min

### Osiągi
- Przyspieszenie 0–100 km/h: b/d
- Prędkość maksymalna: 198 km/h

## Galeria

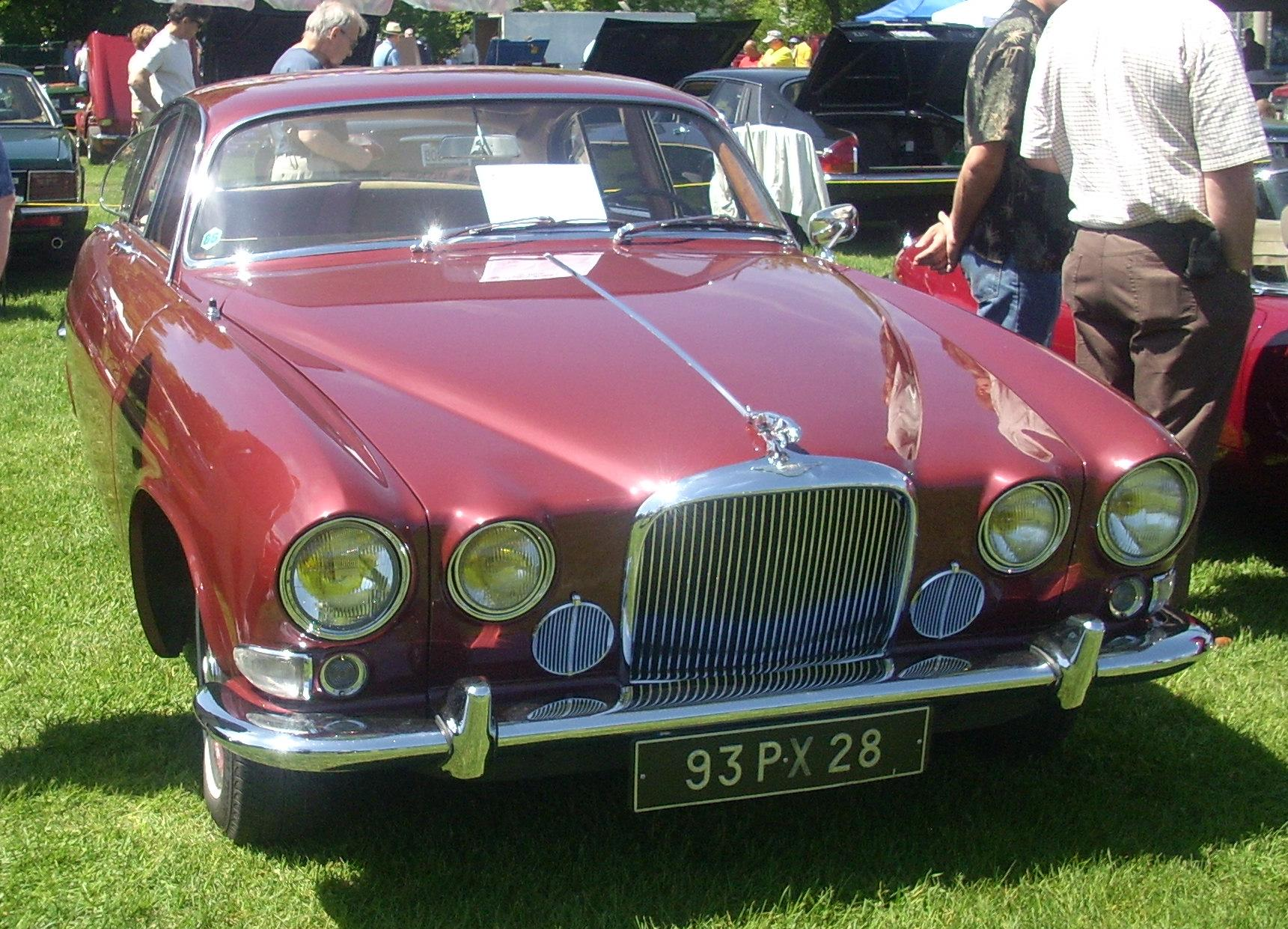
'63 Jaguar Mark X
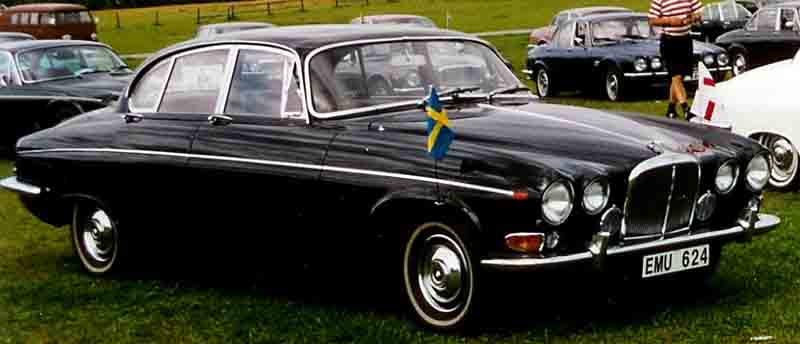
'68 Jaguar 420G
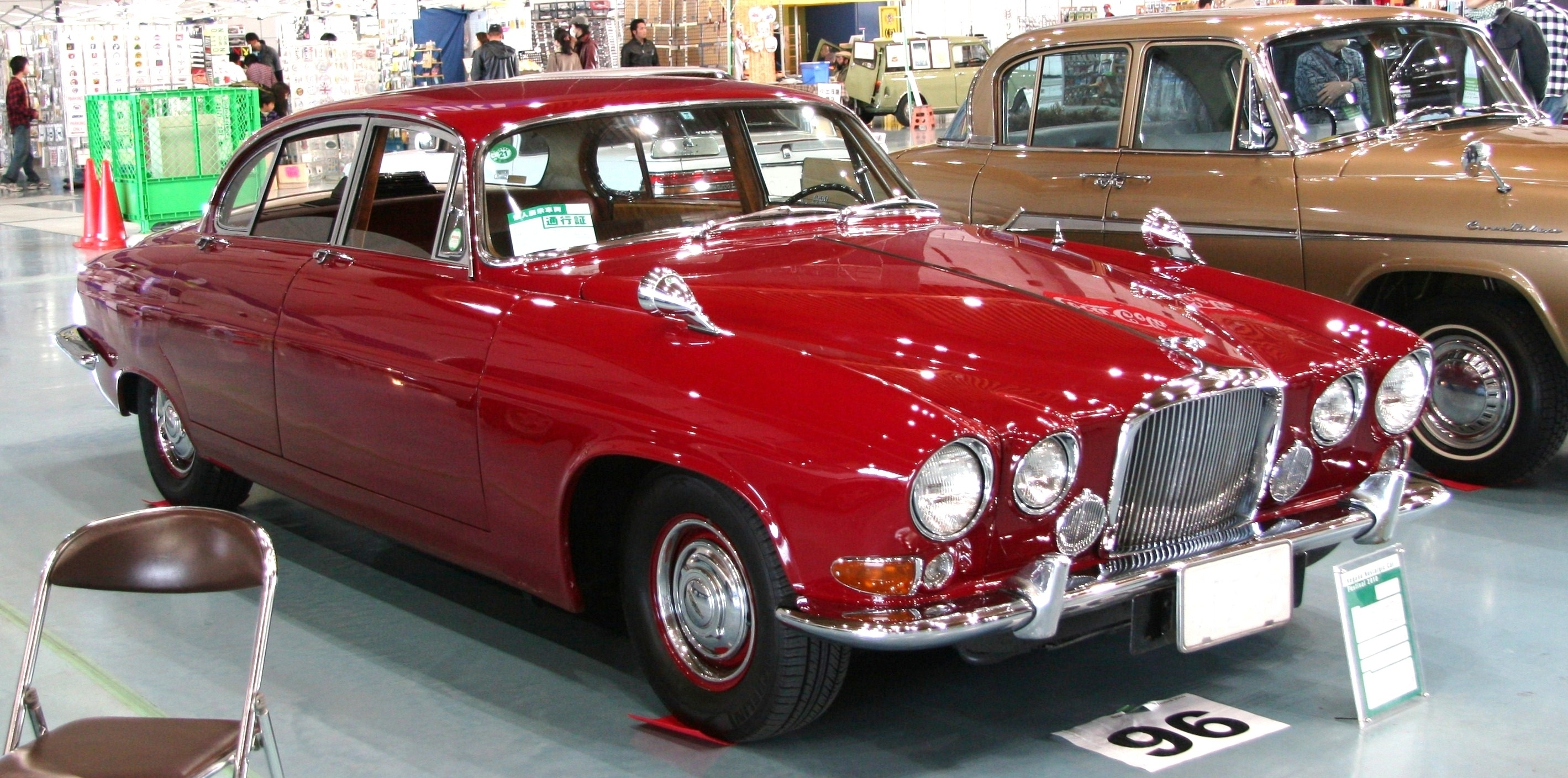
Jaguar Mark X
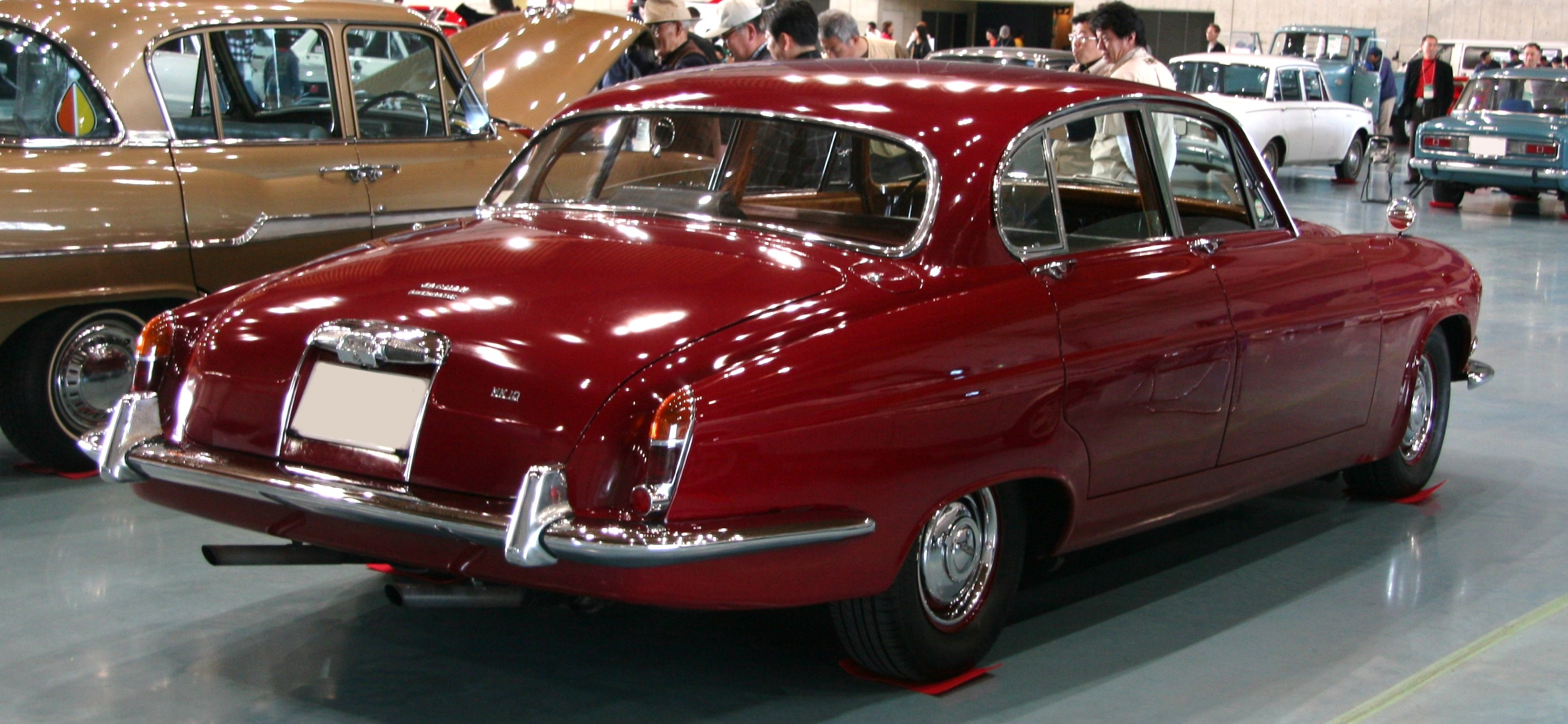
Jaguar Mark X